# Phillip Nolan
Phillip Nolan (Milwaukee, 3 novembre 1993) è un ex cestista statunitense.

## Statistiche

### College
| Anno       | Squadra       | PG  | PT | MP   | TC%  | 3P% | TL%  | RP  | AP  | PRP | SP  | PP  |
| ---------- | ------------- | --- | -- | ---- | ---- | --- | ---- | --- | --- | --- | --- | --- |
| 2012-2013  | UConn Huskies | 23  | 1  | 10,8 | 42,9 | -   | 52,9 | 2,1 | 0,3 | 0,0 | 0,5 | 1,4 |
| 2013-2014† | UConn Huskies | 40  | 19 | 14,2 | 52,6 | -   | 77,5 | 2,4 | 0,2 | 0,2 | 0,5 | 3,3 |
| 2014-2015  | UConn Huskies | 34  | 10 | 15,2 | 46,9 | -   | 28,6 | 1,9 | 0,1 | 0,2 | 0,4 | 1,5 |
| 2015-2016  | UConn Huskies | 32  | 13 | 10,6 | 53,7 | -   | 81,8 | 1,5 | 0,2 | 0,1 | 0,2 | 1,7 |
| Carriera   | Carriera      | 129 | 43 | 12,9 | 50,2 | -   | 64,6 | 2,0 | 0,2 | 0,2 | 0,4 | 2,1 |

## Palmarès
- Campione NCAA (2014)